# Dubiaranea difficilis
Dubiaranea difficilis är en spindelart som först beskrevs av Cândido Firmino de Mello-Leitão 1944.  
Dubiaranea difficilis ingår i släktet Dubiaranea och familjen täckvävarspindlar. Inga underarter finns listade i Catalogue of Life.